# 特里马顿子爵鲁伯特·剑桥
特里马顿子爵鲁伯特·亚历山大·乔治·剑桥（英語：Rupert Alexander George Cambridge, Viscount Trematon，1907年4月24日—1928年4月15日），出生时为特克的鲁伯特王子（英語：Prince Rupert of Teck）。通过其母亲阿斯隆伯爵夫人爱丽丝公主的血缘，他既是奥尔巴尼公爵利奥波德王子的外孙，也是英国维多利亚女王的曾孙。 

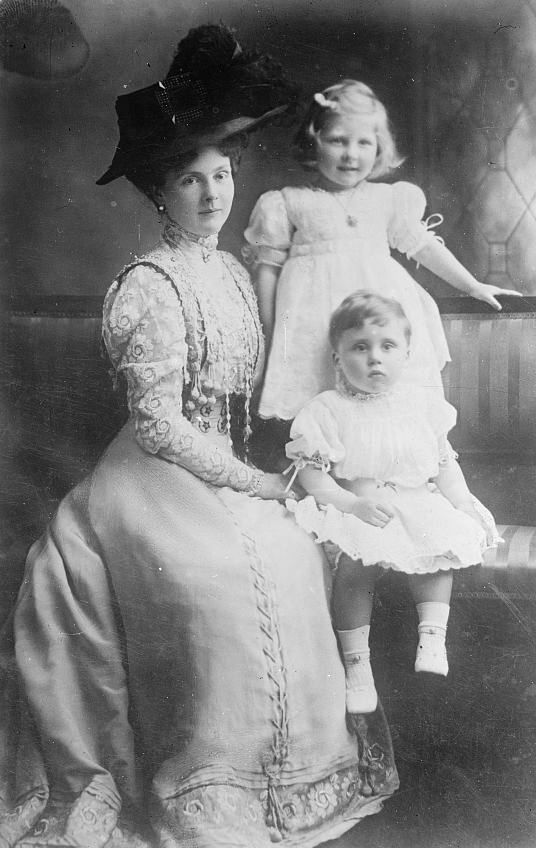
鲁伯特与母亲和姐姐，约摄于1909年

此外鲁伯特和他的外公一样，是血友病患者。

## 早逝
1928年4月15日，鲁伯特在法国遭遇车祸导致脑出血死亡。，离他的21岁生日仅差九天。葬礼在温莎城堡圣乔治礼拜堂举行。英国国王乔治五世和他的王后，也是鲁伯特的姑母玛丽出席了他的葬礼。